# Adamorobe-Gebärdensprache
Die Adamorobe-Gebärdensprache ist eine eigenständige Gebärdensprache, die ausschließlich von der einheimischen Bevölkerung der Ortschaft Adamorobe im westafrikanischen Land Ghana benutzt wird.

## Geschichte
In der Ortschaft Adamorobe, die im Osten von Ghana und knapp 30 km nördlich von der Hauptstadt Accra gelegen ist, besteht aufgrund einer Veränderung der Gene in der Bevölkerung ein überdurchschnittliches Auftreten von Gehörlosen. Die Bewohner zählen zur Ethnie der Akan. Die Angaben über den Anteil der Gehörlosen an der örtlichen Gesamtbevölkerung schwanken zwischen 2 % (Victoria Nyst) und 15 %. Die Ortschaft Adamorobe weist einen der höchsten Anteile an Gehörlosen in Ghana und wohl ganz Afrika auf. Einige Quellen vermuten in der Vergangenheit einen Anteil von 60 % Gehörlosen in der dörflichen Bevölkerung.
Die Adamorobe-Gebärdensprache wird auch von hörenden Bewohnern des Ortes verwendet, in dem grundsätzlich die Gehörlosen vollständig integriert sind. Das Auftreten des Gens, das die Gehörlosigkeit verursacht, gilt seit mindestens 200 Jahren als nachgewiesen. Aufgrund dieses hohen Aufkommens an Gehörlosen entwickelten die Bewohner in Adamorobe bereits früh eine eigenständige Gebärdensprache, die keinerlei Verwandtschaft zu den anderen ghanaischen Gebärdensprachen aufweist.
Einige der Gehörlosen in Adamorobe haben Angaben zur Person und der Herkunft auf die Innenseite eines Armes tätowiert für den Fall, dass sie Hilfe brauchen und sich nicht verständigen können.